# Ален Вание
Проф. Ален Вание (на френски: Alain Vanier) е френски психоаналитик, психиатър, академик и автор на произведения за психоанализа и биография.

## Биография и творчество
Ален Вание е роден на 20 юни 1948 г. в Булон Биянкур, Франция, в семейството на Андре Вание и Надя Гринзан.
През 1972 г. завършва с бакалавърска степен литература в Университета на Париж VІІ и преподава две години в колежа. След това в периода 1975 – 1999 г. работи като стажант и психоаналитик в Психоаналитичен експериментален психиатричен дом за деца с увреждания в Боней сюр Марн при Мо Манони и Робер Силни. Едновременно завършва с магистърска степен клинична психология през 1978 г. в Университета на Париж, където през 1985 г. получава и докторска степен. От 1977 г. има и частна практика по психоанализа, а от 1987 г. и по психиатрия. В периода 1981 – 1986 г. работи в детската психиатрия към Университета на Париж VІ, в периода 1986 – 1997 г. работи към Психиатрията на Париж. През 1995 г. става доктор по философия в клиничната психология и психопатология, а през 2000 г. получава академична степен по диагностика.
В периода 1986 – 2001 г. е преподавател и професор по клинична психология в Университета на Париж VІІ, а от 2001 г. е директор на Научноизследователския център по психопатология и психоанализа към университета.
Член е на Центъра за обучение и научни изследвания на психоаналитиците, където в периода 1982 – 1995 г. е вицепрезидент. Член е на Асоциацията за формиране на психоаналитични и рекреативни науки „Espace Analytique“, където в периода 1998 – 2001 г.е президент, а от 1998 г. е редакционен директор на списание „Espace Analytique Collection“.
Първата му книга „Une introduction à la psychanalyse“ (Въведение в психоанализата) е публикувана през 1996 г.
През 1998 г. е издадена биографичната му книга „Лакан“ за прочутия и загадъчен психоаналитик Жак Лакан. В нея детайлно обяснява основните понятия в теорията на Лакан – въображаемо-символно-реално, стадий на огледалото, фалос, име-на-бащата, матема, Боромеев възел и др.
На 6 – 7 март 2015 г. гостува в България и изнася лекция със съдействието на НХА.
През 1977 г. се жени за Надя Ел Хефнауи. Имат три деца – Нойми, Дейвид и Джудит. Развеждат се през 2001 г. Жени се за психоаналитичката Катрин Мателин.
Ален Вание живее със семейството си в Париж.

## Произведения
- Une introduction à la psychanalyse (1996)
- Lexique de Psychanalyse (1998)
- Lacan (1998, преработка и допълнение 2015) – биография на Жак Лакан
Лакан, изд. „Лик“ (2000), прев. Ирена Кръстева